# باري وارد
باري وارد (بالإنجليزية: Barry Ward)‏ هو لاعب دوري الرغبي أسترالي، ولد في 13 يناير 1971 في نيوساوث ويلز في أستراليا.